# Jacques de Claeuw
Jacques Adolphsz de Claeuw (*  Mai 1623 in Dordrecht; † wahrscheinlich nach dem 7. November 1694 in Leiden) war ein holländischer Maler des Barocks.
Namensvarianten: Jacques de Claeu, Jacques de Claew, Jacques de Clauw, Jacques Grief, Jacobus de Grieff, Jacques de Grieff, Jacobus de Klau, Jacobus de Claew
Claeuw war der Vater des Malers Adriaen de Gryff und 1642 Mitbegründer der Malergilde in Dordrecht. Über seine Herkunft und Ausbildung ist nichts bekannt. Stilistisch stehen seine frühen Werke den Bildern von Abraham van Beijeren nahe, so dass eine Schulung in dessen Umkreis möglich erscheint. Gegen 1646 muss er nach Den Haag umgezogen sein, wo er am 15. Juli desselben Jahres in der dortigen Malergilde aufgenommen wurde. Dort wurde er auch Mitglied der Schützengilde. Im April 1646 wurden auf einer in der Stadt veranstalteten Auktion, vermutlich wegen finanzieller Schwierigkeiten, 25 von ihm gemalte Bilder angeboten und zu Preisen zwischen 3 und 10 Gulden verkauft. Am 11. April 1649 heiratete er in erster Ehe Maria van Goyen, eine Tochter des Landschaftsmalers Jan van Goyen. Schon bald nach der Hochzeit muss er erneut in akute Geldnot geraten sein, da 1651 mehrere angesehene Bürger, darunter sein Schwiegervater, eine Bürgschaft für ihn ablegten. Noch im selben Jahr siedelte er nach Leiden über, wo er am 23. September der dortigen Malergilde beitrat. 1662 verstarb seine erste Ehefrau, mit der er acht Kinder hatte. Am 7. September 1663 heiratete er Maria de Cherepy. 1666 wurde Claeuw letztmals als Mitglied der Leidener Schützengilde erwähnt. Noch im selben Jahr zog er nach Zeeland um, wo er wahrscheinlich die folgenden Jahre verbrachte. Nach einem unter anderem mit HAERLEM A° signierten und 1687 datierten „Vanitasstillleben“ zu urteilen, könnte er sich im selben Jahr in Haarlem aufgehalten haben. Vermutlich gegen 1689, spätestens aber 1694 ist er wieder in Leiden nachweisbar, wo er am 7. November letztmals als Zeuge einer Kindstaufe bei seinem Sohn Adriaen dokumentiert ist. Wahrscheinlich ist er kurz darauf verstorben.
Claeuw scheint vorwiegend Stillleben und einige wenige Tierdarstellungen gemalt zu haben. In seinen frühen Werken orientierte er sich vor allem an der dunklen, fast monochrom wirkende Farbgestaltung des Abraham van Beijeren. In seinen späteren Jahren blieb er zwar dem Stil van Beijerens treu, wurde aber in der Farbgebung mutiger und malte mit kräftigeren bunten Strichen. Neben zahlreichen Vanitasstillleben malte er auch eine Reihe von Frucht- und Jagdstillleben sowie Blumenstücke. Einige ihm zugeschriebene genreartige Bilder sind vermutlich Frühwerke seines Sohnes Adriaen oder Gemeinschaftswerke der beiden Künstler.

## Werke (Auswahl)
- Aachen, Suermondt-Ludwig-Museum
  - Vanitasstillleben.
- Amsterdam, Rijksmuseum
  - Vanitasstillleben. 1650
- Amsterdam, Stedelijk Museum Het Prinsenhof
  - Stillleben mit Blumenvase, Weltkugel und Amor-Statuette. (Leihgabe des niederländischen Staates)
- Berlin, Gemäldegalerie
  - Stillleben mit Malgerät, Geige und Globus.
- Berlin, Jagdschloss Grunewald
  - Hühnerhabicht, ein Huhn schlagend. um 1650
- Bonn, Rheinisches Landesmuseum
  - Vanitasstillleben mit Violine.
  - Apothekenstillleben. (zugeschrieben)
- Coburg, Veste Coburg
  - Vanitasstilllebe, 1651
- Karlsruhe, Staatliche Kunsthalle
  - Vanitasstillleben. um 1679
- Leipzig, Museum der bildenden Künste
  - Vanitasstillleben.
- Schwerin, Staatliches Museum
  - Stillleben mit Trauben, geschälten Zitronen und Rosen. um 1650 (zugeschrieben)
- Oxford, Ashmolean Museum
  - Stillleben mit Violine.
- Verbleib unbekannt
  - Vanitasstillleben. 1645 (von 2000 bis mindestens 2005 im Londoner Kunsthandel Johnny Van Haeften)
  - Stillleben mit Römer und geschälter Zitrone. 1648 (bis mindestens 1974 in schwedischem Privatbesitz)
  - Blumenbukett in Glasvase. um 1650 (am 14. Oktober 1997 im Dorotheum in Wien verkauft)
  - Blumenstrauß in einer Glasvase. 1651 (am 3. Juli 1996 bei Sotheby’s in London verkauft)
  - Blumenstrauß in einer Glasvase. um 1665 (am 15. April 1992 bei Christie’s in London verkauft)
  - Vanitasstillleben. 1689 (am 10. Juni 1997 bei Drouot Montaigne in Paris verkauft)
  - Stillleben mit Römer, Trauben und Zitronen. (von April 1979 bis mindestens September/Oktober 1980 im Solinger Kunsthandel, Galerie Müllenmeister)
  - Stillleben mit Römer, Früchten, Brot, Austern und geschälter Zitrone. (von 1990 bis mindestens März 1992 im Londoner Kunsthandel Peter Tillou)
  - Vanitasstillleben. (am 28. Januar 1998 bei Sotheby’s in New York verkauft)
  - Vanitasstillleben mit Bildnis des Anthonis van Dyck. (am 29. Oktober 1998 bei Sotheby’s in London verkauft)
  - Blumenstrauß in Glasvase. (bis mindestens März 1999 im New Yorker Kunsthandel Daphne Alazraki)
  - Blumenstrauß in einer Glasvase. (am 5. Juli 2006 bei Bonhams in London verkauft)